# Antoni della Chiesa
Antoni della Chiesa (ur. 1394 w San Germano Vercellese we Włoszech; zm. 22 stycznia 1459 w Como) – błogosławiony Kościoła katolickiego, włoski dominikanin.

## Życiorys
Pochodził z rodziny szlacheckiej. Wbrew woli rodziny wstąpił do zakonu dominikanów w Vercelli w 1417 r. Przez kilka lat towarzyszył Bernardynowi ze Sieny w jego podróżach po Włoszech. Pełnił funkcję przełożonego w klasztorach w Como, Savonie, Florencjii oraz Bolonii. Zmarł 22 stycznia 1459 w Como.
Jego kult zatwierdził w 1819 r. Pius VII.